# Culann Patera
Koordinaten: 19° 53′ S, 160° 7′ W

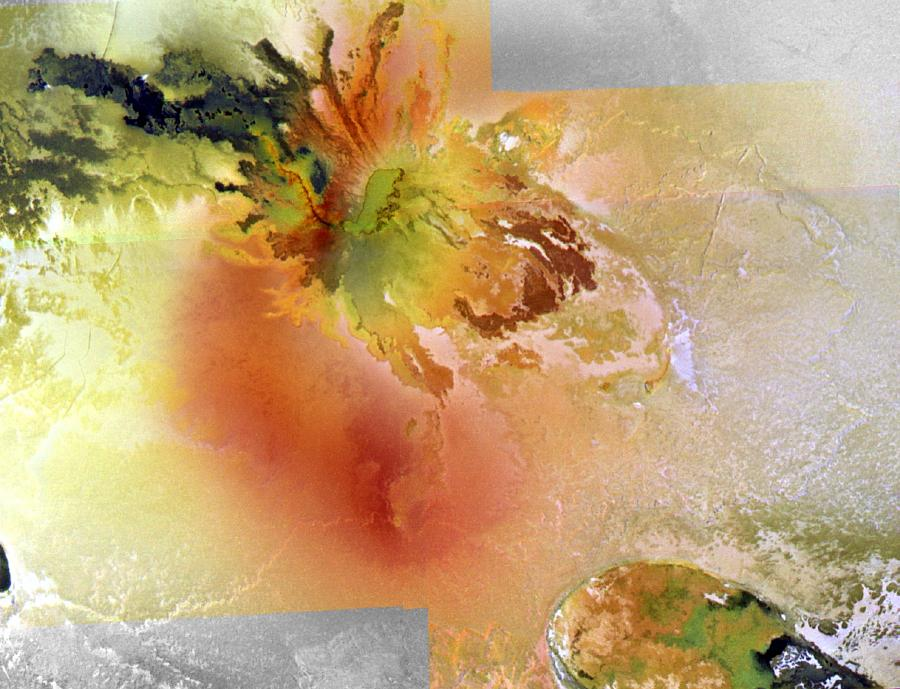
Culann Patera

Der Culann Patera ist ein Vulkan auf dem Jupitermond Io. Er wurde 1979 nach einer keltischen Schmiedegottheit benannt. Als er am 25. November 1999 mit der Raumsonde Galileo beobachtet wurde, konnte festgestellt werden, dass der Berg grün erscheinendes Material ausstößt, das durch eine dünne Lage von Schwefel über dunkler Lava erklärt werden kann.